# Dorfkirche Wistedt

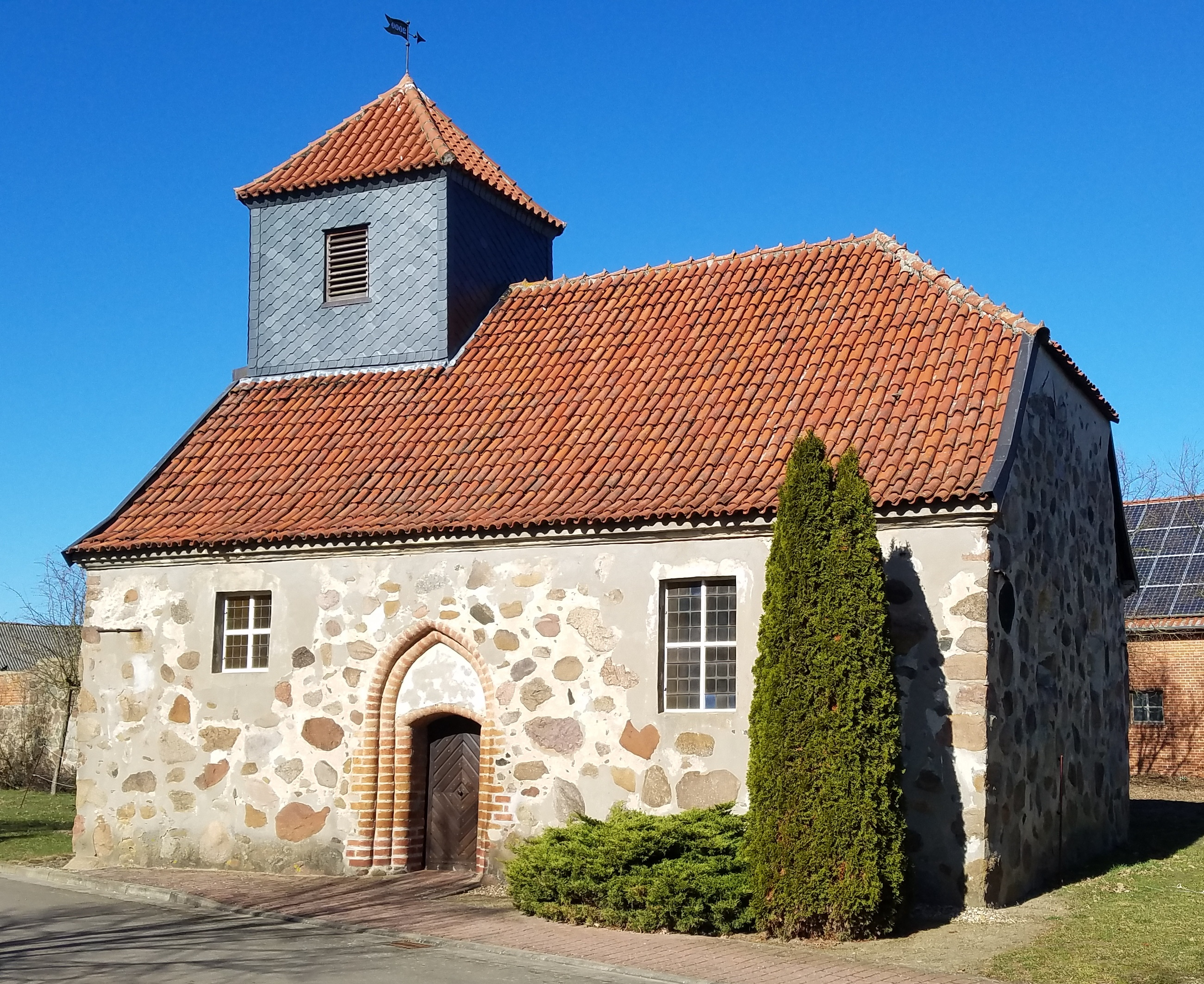
Dorfkirche Wistedt

Die evangelische Dorfkirche Wistedt  ist eine spätgotische Saalkirche im Ortsteil Wistedt von Salzwedel im Altmarkkreis Salzwedel in Sachsen-Anhalt. Sie gehört zum Pfarrbereich Osterwohle-Dähre im Kirchenkreis Salzwedel der Evangelischen Kirche in Mitteldeutschland.

## Geschichte und Architektur
Die Kirche Wistedt ist ein kleiner rechteckiger Saalbau des 15. Jahrhunderts in Feldstein mit westlichem Dachreiter. Sie wurde in großen, unregelmäßigen Feldsteinen unter teilweiser Verwendung von Backstein erbaut. Das Satteldach ist im Osten mit einem Krüppelwalm versehen. Die Fensteröffnungen sind alle neuzeitlich; zwei schmale rundbogige Fenster mit Backsteingewände stammen aus dem Mittelalter und sind heute vermauert. Auch das stichbogige Portal an der Südseite mit profiliertem Gewände in Backstein und verputztem Giebelfeld stammt noch aus dem Mittelalter.
Der Innenraum ist flach gedeckt. An der Ostwand und am östlichen Ende der Nordwand sind noch umfangreiche Reste mittelalterlicher Wandmalereien erhalten; die Fensterlaibungen sind mit Rankenmalerei verziert. Die Malereien werden auf die Zeit um 1500 datiert und zeigen Szenen aus dem Leben Christi sowie einen Passionszyklus mit Höllenfahrt und Auferstehung Christi. Reste an der östlichen Südwand zeigen vermutlich den Drachenkampf des Heiligen Georg, an der Eingangsseite ist eine Frau mit Butterfass sowie eine von einem Teufel gemolkene Kuh zu sehen (siehe Bilder auf der Website des Landesdenkmalamts).

## Ausstattung
Auf dem mittelalterlichen Stipes aus Backstein steht ein Altarretabel auf einem predellenartigen Kasten, der früher zur Aufbewahrung von Textilien genutzt wurde; möglicherweise wurde das heutige Altarretabel auf einen älteren Altarschrein gesetzt. Das Retabel ist auf das Jahr 1515 datiert, es zeigt im Schrein die Muttergottes im Strahlenkranz, seitlich und in den Flügeln zwölf Heilige, die nicht alle zweifelsfrei benannt werden können. Der Stil ist von Tilman Riemenschneider beeinflusst und zeigt Ähnlichkeiten mit einer Madonna aus Tauberbischofsheim aus der Zeit um 1510–1520, die in der Skulpturensammlung der Staatlichen Museen zu Berlin aufbewahrt wird. Die Schreinrückseite wurde bei einer Restaurierung 1934 mit den Evangelistensymbolen bemalt.
Die hölzerne Kanzel mit einer gemalten Diamantierung stammt vom Anfang des 17. Jahrhunderts.